# Segunda Categoría de Orellana 2021
El Campeonato Provincial de Fútbol de Segunda Categoría de Orellana 2021 fue un torneo de fútbol en Ecuador en el cual compitieron equipos de la provincia de Orellana. El torneo fue organizado por Asociación de Fútbol Profesional de Orellana (AFPO) y avalado por la Federación Ecuatoriana de Fútbol. El torneo empezó el 11 de julio y finalizó el 7 de agosto. Participaron 4 clubes de fútbol y entregó dos cupos a los play-offs del Ascenso Nacional 2021 por el ascenso a la Serie B, además el campeón provincial clasificó a la primera fase de la Copa Ecuador 2022.

## Sistema de campeonato
El sistema determinado por la Asociación de Fútbol Profesional de Orellana fue el siguiente:
- Se jugó una etapa única con los cuatro equipos establecidos, fue todos contra todos ida y vuelta (6 fechas), al final los equipos que terminaron en primer y segundo lugar clasificaron a los treintadosavos de final del Ascenso Nacional 2021 y el campeón también se clasificó a la primera fase de la Copa Ecuador 2022.

## Equipos participantes
| Equipos participantes                | Equipos participantes | Equipos participantes         |
| ------------------------------------ | --------------------- | ----------------------------- |
|                                      |                       |                               |
| Equipo                               | Ciudad                | Estadio                       |
| Orellanense Fútbol Club              | Orellana              | Estadio Federativo de El Coca |
| Club Deportivo Estrellas de Orellana | Orellana              | Estadio Federativo de El Coca |
| Club Profesional Sacha Petrolero     | La Joya de los Sachas | Estadio Julio César Vega      |
| Anaconda Fútbol Club                 | La Joya de los Sachas | Estadio Julio César Vega      |

## Equipos por cantón
| Cantón                | N.º | Equipos                               |
| --------------------- | --- | ------------------------------------- |
| Orellana              | 2   | - Orellanense - Estrellas de Orellana |
| La Joya de los Sachas | 2   | - Sacha Petrolero - Anaconda F. C.    |

## Clasificación
| Pos. | Equipo                | Pts. | PJ | G | E | P | GF | GC | Dif. |  |
| ---- | --------------------- | ---- | -- | - | - | - | -- | -- | ---- |  |
| 1    | Anaconda F. C.        | 11   | 6  | 4 | 2 | 0 | 5  | 0  | +5   |  |
| 2    | Orellanense           | 7    | 6  | 2 | 1 | 3 | 9  | 6  | +3   |  |
| 3    | Estrellas de Orellana | 6    | 6  | 1 | 3 | 2 | 6  | 7  | −1   |  |
| 4    | Sacha Petrolero       | 5    | 6  | 1 | 2 | 3 | 5  | 12 | −7   |  |

 Fuente: Aso Orellana, @AscensoEcuador
Criterios de clasificación: 1) Puntos; 2) Diferencia de goles; 3) Goles marcados
Notas:
1. ↑  Anaconda Fútbol Club fue sancionado con la reducción de 3 puntos.

|  | Campeón. Clasificado a los play-offs de Segunda Categoría 2021.    |
|  | Subcampeón. Clasificado a los play-offs de Segunda Categoría 2021. |

## Evolución de la clasificación
| Equipo / Jornada      | 01 | 02 | 03 | 04 | 05 | 06 |
| --------------------- | -- | -- | -- | -- | -- | -- |
| Anaconda F. C.        | 1  | 1  | 1  | 1  | 1  | 1  |
| Orellanense           | 3  | 4  | 4  | 3  | 3  | 2  |
| Estrellas de Orellana | 2  | 3  | 3  | 2  | 2  | 3  |
| Sacha Petrolero       | 4  | 2  | 2  | 4  | 4  | 4  |

## Resultados
- Los horarios corresponden al huso horario de Ecuador: (UTC-5).

### Primera vuelta
| Orellanense    | 2 - 2 | Estrellas de Orellana | Julio César Vega | 11 de julio | 11:00 |
| Anaconda F. C. | 2 - 0 | Sacha Petrolero       | Julio César Vega | 11 de julio | 13:00 |

| Sacha Petrolero       | 2 - 1 | Orellanense    | Julio César Vega | 14 de julio | 13:00 |
| Estrellas de Orellana | 0 - 0 | Anaconda F. C. | Julio César Vega | 14 de julio | 16:00 |

| Orellanense           | 0 - 1 | Anaconda F. C.  | Julio César Vega | 17 de julio | 11:00 |
| Estrellas de Orellana | 2 - 2 | Sacha Petrolero | Julio César Vega | 17 de julio | 14:00 |

### Segunda vuelta
| Anaconda F. C.  | 1 - 0 | Orellanense           | Julio César Vega | 24 de julio | 11:00 |
| Sacha Petrolero | 1 - 2 | Estrellas de Orellana | Julio César Vega | 24 de julio | 14:00 |

| Orellanense    | 5 - 0 | Sacha Petrolero       | Julio César Vega | 31 de julio | 11:00 |
| Anaconda F. C. | 1 - 0 | Estrellas de Orellana | Julio César Vega | 31 de julio | 14:00 |

| Estrellas de Orellana | 0 - 1 | Orellanense    | Julio César Vega | 7 de agosto | 11:00 |
| Sacha Petrolero       | 0 - 0 | Anaconda F. C. | Julio César Vega | 7 de agosto | 14:00 |

### Tabla de resultados cruzados
| Local \ Visitante     | ANA | EST | PET | ORE |
| --------------------- | --- | --- | --- | --- |
| Anaconda F. C.        | —   | 1–0 | 2–0 | 1–0 |
| Estrellas de Orellana | 0–0 | —   | 2–2 | 0–1 |
| Sacha Petrolero       | 0–0 | 1–2 | —   | 2–1 |
| Orellanense           | 0–1 | 2–2 | 5–0 | —   |

### Campeón
| |
| |
| Anaconda Fútbol Club 8.° título Clasificado a los play-offs de la Segunda Categoría 2021 y a la Copa Ecuador 2022. |
| También clasificó Orellanense Fútbol Club como subcampeón.                                                         |

## Goleadores
| Pos. | Jugador          | Equipo                | Goles |
| ---- | ---------------- | --------------------- | ----- |
| 1    | Josué Sotomayor  | Orellanense           | 3     |
| 1    | Víctor Caicedo   | Estrellas de Orellana | 3     |
| 3    | Juan Marcillo    | Anaconda F. C.        | 2     |
| 4    | Robert Vega      | Orellanense           | 2     |
| 5    | Leyder Hernández | Sacha Petrolero       | 1     |